# Leuciet
Het mineraal leuciet is een kalium-aluminium-silicaat met de chemische formule KAlSi2O6. Het tectosilicaat behoort tot de veldspaatvervangers.

## Eigenschappen
Het kleurloze, witte of grijze leuciet heeft een glasglans, een witte streepkleur en de splijting is onduidelijk volgens het kristalvlak [110]. De gemiddelde dichtheid is 2,47 en de hardheid is 6. Het kristalstelsel is tetragonaal en de radioactiviteit van het mineraal is nauwelijks meetbaar. De gamma ray waarde volgens het American Petroleum Institute is 255,81.

## Naam
De naam van het mineraal leuciet is afgeleid van het Oudgriekse woord λευκός (leukos), dat "wit" betekent.

## Voorkomen
Leuciet komt voornamelijk voor in felsische silica-arme stollings- en metamorfe gesteenten. De typelocatie is gelegen in het Bearpaw-gebergte in de Amerikaanse staat Montana.